# Kunsthalle zu Kiel

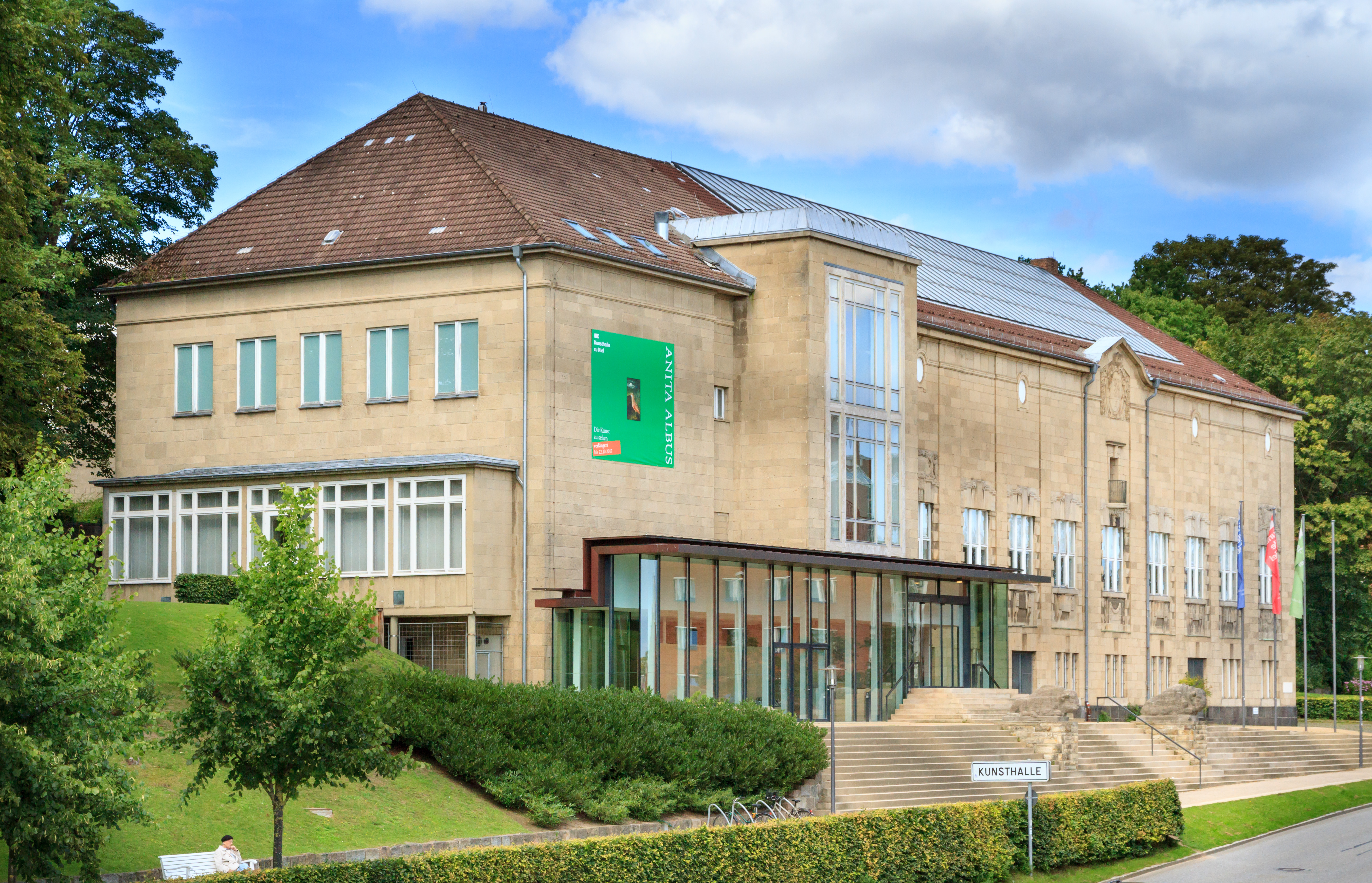
Kunsthalle zu Kiel 2017

Die Kunsthalle zu Kiel ist ein Kunstmuseum in Kiel und mit 2.000 m² Ausstellungsfläche das größte Museum der Landeshauptstadt. Die Kunsthalle liegt nördlich der Innenstadt am Düsternbrooker Weg – nahe dem Schlossgarten und der Kieler Förde. Seit dem 25. September 2023 sind die Kunsthalle zu Kiel und die Antikensammlung sanierungsbedingt geschlossen. Rund 49,5 Millionen Euro fließen insgesamt in die Sanierung des historischen Gebäudes. Hiervon kommen rund 30 Millionen Euro aus dem Infrastruktur-Modernisierungsprogramm IMPULS des Landes Schleswig-Holstein sowie knapp 19,5 Millionen Euro aus dem Programm KulturInvest des Bundes.

## Gebäude
Das Grundstück wurde 1903 von Lotte Hegewisch der Christian-Albrechts-Universität zu Kiel zum Zweck der Errichtung einer Kunsthalle gestiftet. Das Gebäude wurde nach Plänen des Architekten Georg Lohr von 1908 bis 1909 erbaut. Am 15. November 1909 fand die feierliche Eröffnung durch den Vorsitzenden des Schleswig-Holsteinischen Kunstvereins, Carl Neumann, statt. Seine Fassade aus Muschelkalk zeigt sich dem Neobarock und dem Jugendstil verpflichtet. Vor dem Eingangsportal stehen zwei Wisent-Skulpturen von August Gaul.
In den 1950er Jahren wurde ein neues Treppenhaus hinzugefügt. Nach der schweren Zerstörung des Gebäudes im Zweiten Weltkrieg und dem Wiederaufbau 1958, wurde 1986 ein Erweiterungsbau von Diethelm Hoffmann geschaffen, der neben weiterer Ausstellungsfläche unter anderem die Einrichtung der Malklasse, des Videostudios und der Fachbibliothek ermöglicht hat. Ein neuer Eingangsbereich des Architekturbüros Sunder-Plassmann öffnet die Kunsthalle seit 2012 zur Kieler Förde hin. Zusätzlich besitzt die Kunsthalle einen Vortragssaal, eine Bibliothek, einen Studiensaal, ein kleines Café und einen Skulpturengarten.

## Sammlung
Das Museum beherbergt die Sammlung des 1843 gegründeten Schleswig-Holsteinischen Kunstvereins. Die Sammlung der Kunsthalle reicht von der Dürerzeit bis zur Gegenwart: Kunst des 19. Jahrhunderts (Romantische Malerei und Gemälde der russischen „Wandermaler“), Werke der klassischen Moderne (deutsche Impressionisten und Expressionisten, Neue Sachlichkeit) sowie internationale Kunst seit 1945.
1937 beschlagnahmten Nationalsozialisten in der zentralen Aktion „Entartete Kunst“ aus der Kunsthalle nachweislich eine bedeutende Zahl von Werken folgender Künstler: Ernst Barlach, Georg Burmester, Lovis Corinth, Heinrich Ehmsen, Lyonel Feininger, Hans Fuglsang, Willi Graba, Hans Grohs, Erich Heckel, Karl Hofer, Hans Holtorf, Gerhard von Kieseritzky (1869–1922), Ernst Ludwig Kirchner, Oskar Kokoschka, Werner Lange, Wilhelm Lehmbruck, Alfred Mahlau, Otto Möller, Otto Müller, Edvard Munch, Heinrich Nauen, Otto Niemeyer-Holstein, Emil Nolde, Max Pechstein, Christian Rohlfs, Karl Schmidt-Rottluff, Elisabeth Sittig, Heinrich Stegemann, Else Wex-Cleemann und Niko Wöhlk.
Die Sammlung umfasst heute mehr als 1.200 Gemälde und 300 Skulpturen, darunter Werke von Nolde, Georg Baselitz, Neo Rauch und Gerhard Richter. Die Grafische Sammlung zählt etwa 30.000 Werke, darunter Blätter von Rembrandt, Adolf Menzel und Otto Dix sowie Fotografien und Videoarbeiten.
Der Bestand wurde in jährlich wechselnden Präsentationen gezeigt. 2011 erhielt auch die Grafische Sammlung ein permanentes Schaufenster. Zudem wurde einmal jährlich ein Künstler eingeladen, in der Sammlungspräsentation zu arbeiten.
In dem Gebäude befindet sich auch die 1895 eingerichtete Antikensammlung Kiel mit einer umfangreichen, 1838 begonnenen Abgusssammlung und vielen Originalstücken. Sie ist unter eigener Leitung ebenfalls an die Universität angeschlossen. Ein großer Teil der ursprünglichen Sammlung wurde im Zweiten Weltkrieg infolge von Luftangriffen vernichtet.

## Ausstellungen (Auswahl)
- 1947: Ernst Barlach. Plastik, Zeichnungen Graphik.
- 1948: Das graphische Werk von Edvard Munch.
- 1949: Christian Rohlfs. Zum 100. Geburtstag.
- 1952: Emil Nolde. Zum 85. Geburtstag.
- 1954: Karl Schmidt-Rottluff. Zum 70. Geburtstag.
- 1963: Rolf Nesch. Maler und Graphiker.
- 1970: Art Nouveau und Jugendstil. Kunstwerke aus dem Besitz der Staatlichen Museen Preußischer Kulturbesitz.
- 1971: Richard Mortensen. Gemälde, Wandteppiche, Reliefs, Graphik.
- 1972: Carl Spitzweg und sein Münchner Malerkreis.
- 1975: Der Bildhauer Robert Jacobsen und seine Welt.
- 1979: Hans Peter Feddersen, ein Maler in Schleswig-Holstein.
- 1982: 100 Jahre Kieler Woche – Lyonel Feininger: Gemälde, Aquarelle und Zeichnungen, Druckgraphik.
- 1984: Paul Flora – Zeichnungen.
- 1997: Kunstturner – Kunst und Sport 1997. Kunstturner der Uniwettkampfmannschaft am Schwebebalken, am Seitpferd und Boden. In Zusammenarbeit mit dem Museum für Moderne Kunst München.
- 2002: Katharina Grosse: Cool Puppen
- 2004: Candida Höfer
- 2006: Isa Genzken. Skulptur
- 2008: Harald Giersing. Protagonist der dänischen Avantgarde
- 2009: TAL R. You laugh an ugly laugh
- 2010: Welten-Segler. Theodore Lux Feininger zum 100.Geburtstag. Werke 1929–1942
- 2010: Max Pechstein. Ein Expressionist aus Leidenschaft. Retrospektive
- 2011: From Trash To Treasure. Vom Wert des Wertlosen in der Kunst
- 2012 Chiharu Shiota
- 2012: Überwältigend kühn. Der ganze Rohlfs in Kiel
- 2013: Dritte Welle. Die Gruppe SPUR, der Pop und die Politik
- 2014: Corinne Wasmuth. Supraflux
- 2014 Angela Glajcar
- 2015/2016: Via Lewandowsky – Hokuspokus
- 2015/2016: Furios Virtuos. Italienische Handzeichnungen des 16. bis 18. Jahrhunderts
- 2016: Zeitgenossen. Dumas, Doig und die anderen
- 2016: miriam cahn – AUF AUGENHÖHE
- 2016: Faust fürs Auge. Illustrationen zu Goethes Meisterwerk
- 2016/2017: Gott und die Welt. Vom sakralen zum autonomen Bild 1871–1918
- 2016/2017: Käthe Kollwitz. Ich will wirken
- 2017: Ludger Gerdes.: Von Angst bis Wollen
- 2017: Anita Albus –: Die Kunst zu sehen
- 2017/2018: Nolde und die Brücke. Gemeinsam mit dem Museum der bildenden Künste Leipzig konzipierte Ausstellung.
- 2018: Pipilotti Rist. Videos 1986–1992
- 2018: Alicja Kwade – AMBO
- 2018/2019: globalocal – Sammlungspräsentation mit den Gästen Cao Fei, Hiwa K und Mika Rottenberg
- 2018/2019: Goya. Grafische Meisterblätter
- 2018/2019: Franz Gertsch. Bilder sind meine Biografie
- 2019: Universum Picasso: Die Suite Vollard
- 2019: Intuition. Rudolf Jahns
- 2019: Lotte Laserstein. Von Angesicht zu Angesicht. Eine Ausstellung des Städel Museums in Zusammenarbeit mit der Kunsthalle zu Kiel
- 2020: Rachel Maclean
- 2020: Right here. Right now. Jeppe Hein zu Gast in der Sammlung
- 2021: Zauber der Wirklichkeit. Der Maler Albert Aereboe
- 2021: Joseph Beuys – Kunst für alle. Multiples und Grafiken aus der Sammlung
- 2021: Amazons of Pop! Künstlerinnen, Superheldinnen, Ikonen 1961–1973. Eine Ausstellung des MAMAC Nizza in Zusammenarbeit mit der Kunsthalle zu Kiel und dem Kunsthaus Graz sowie der Unterstützung von Manifesto Expo.
- 2021: Als die Grafik boomte. Pop-Art auf Papier
- 2022: Wildes, Wüstes, Wunderschönes. Natur im Fokus der Sammlung
- 2022: Annette Kelm. Die Bücher
- 2022: ÜberLeben. Die Dreigroschenoper und die Kunst ihrer Zeit
- 2022: 1+1=3 Die Kunstwelten der Mary Bauermeister

## Bilder

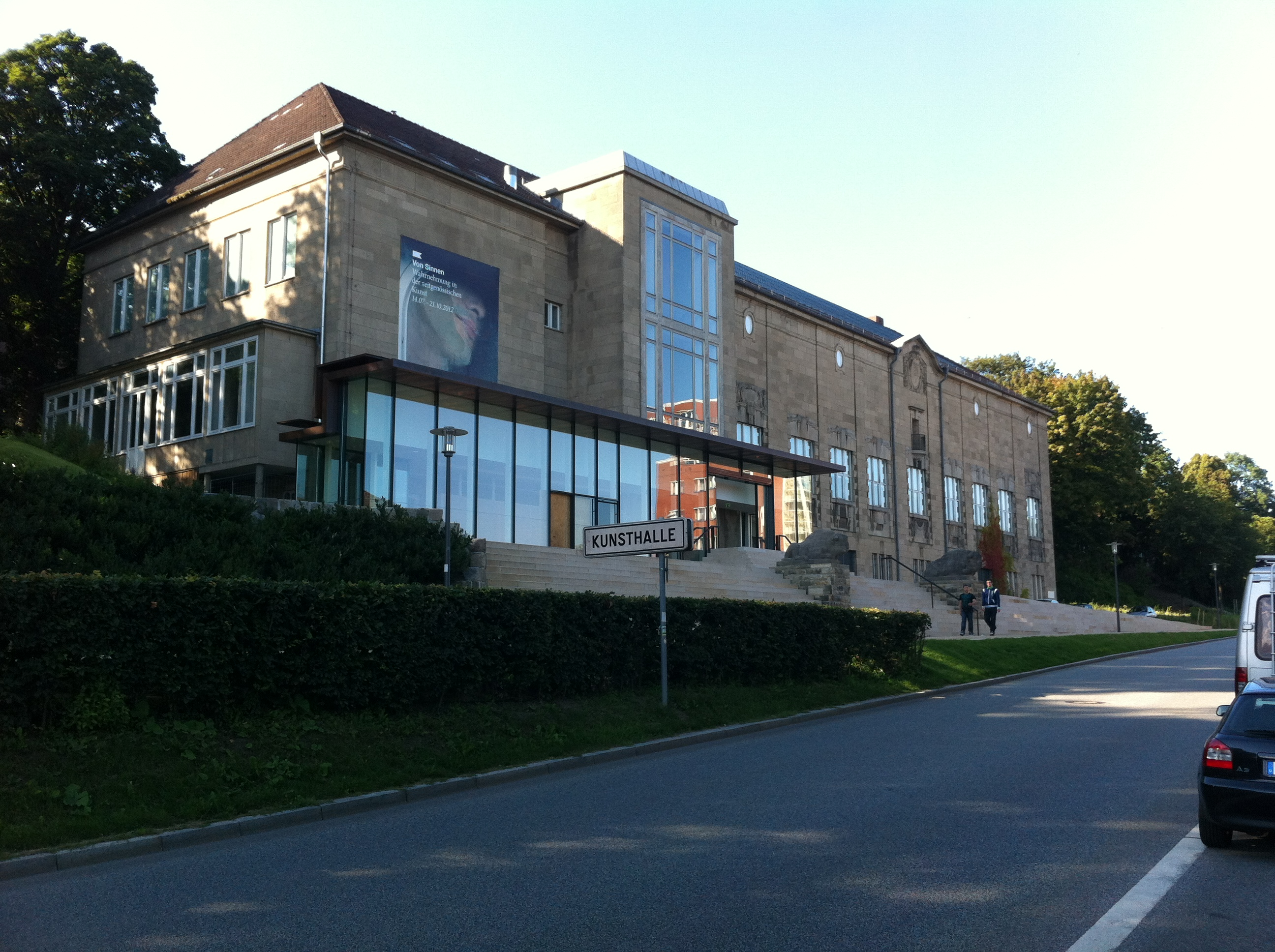
Kunsthalle zu Kiel 2012 (neuer Eingangsbereich)
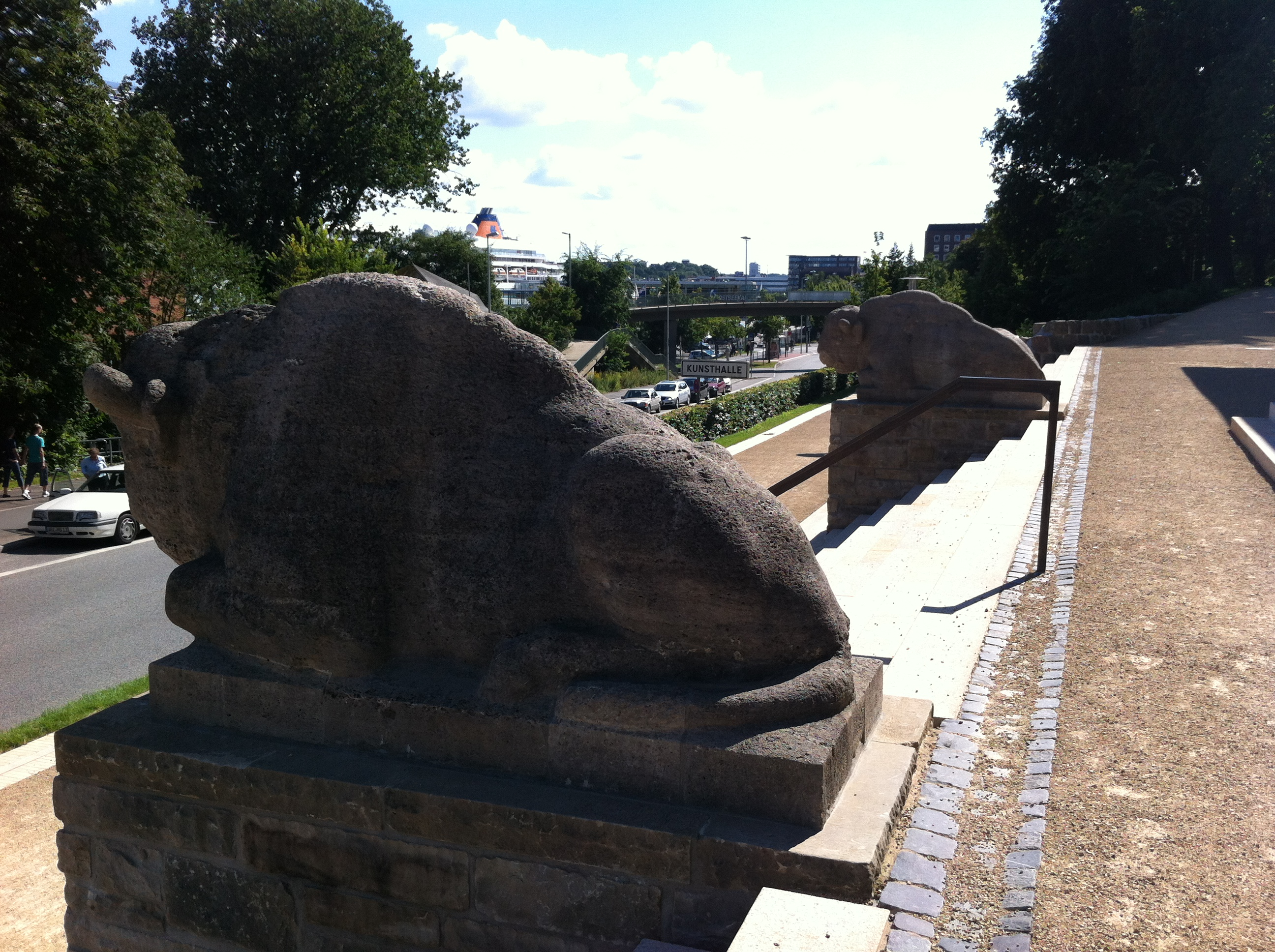
Wisente von August Gaul auf der Freitreppe
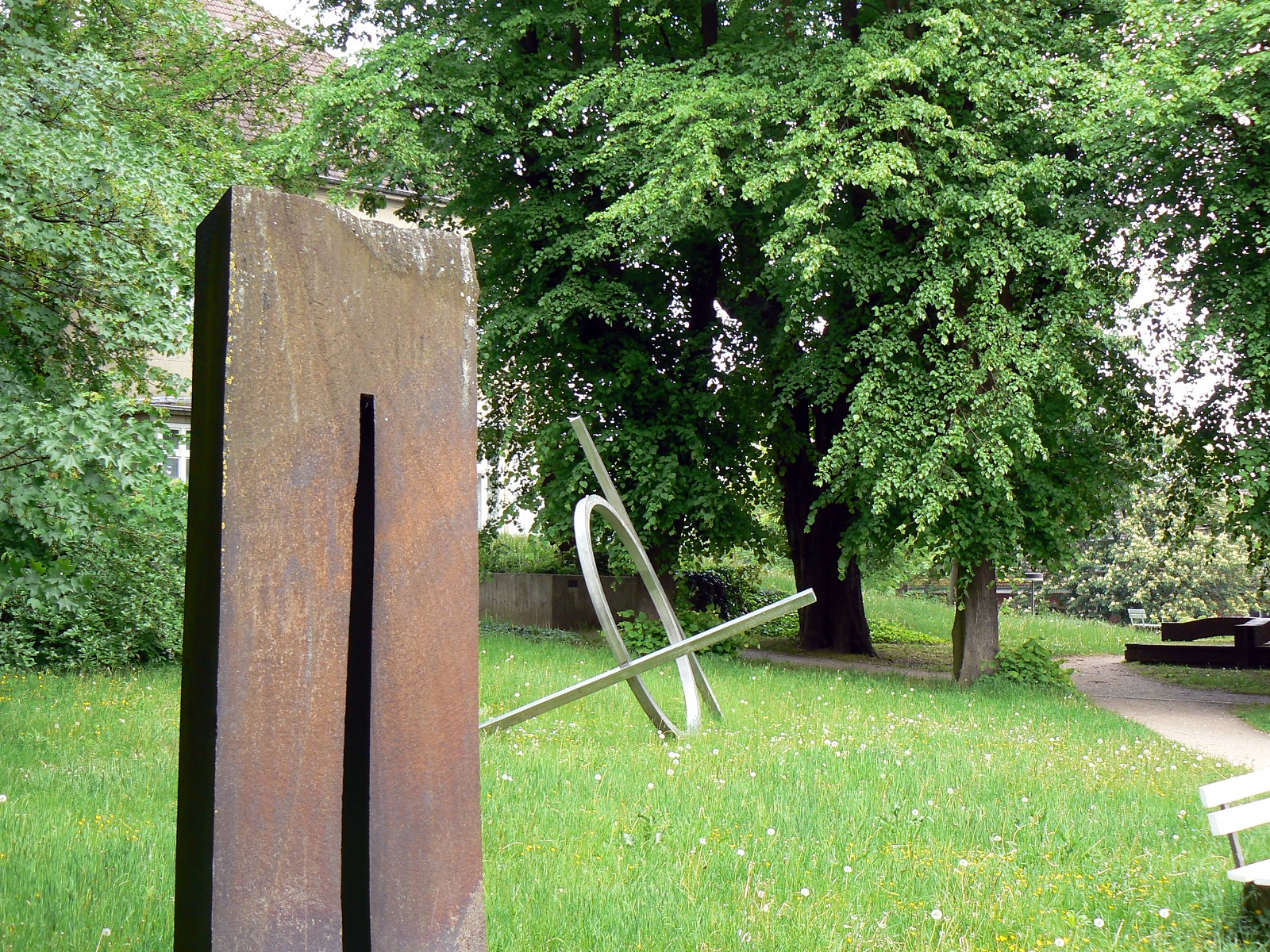
Skulpturengarten
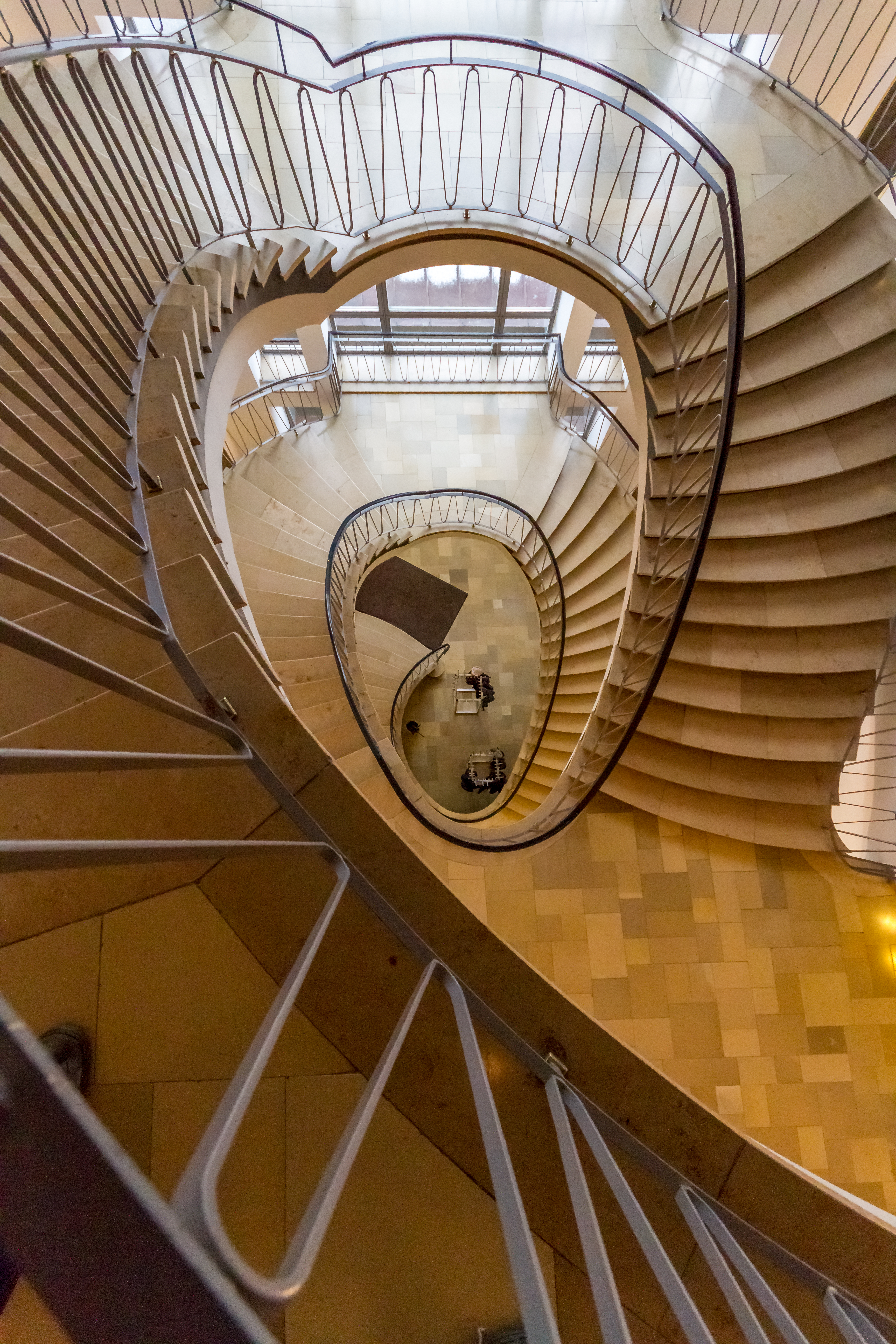
Treppenhaus von oben

## Direktion
- 1971–1990: Jens Christian Jensen
- 1992–2000: Hans-Werner Schmidt
- 2002–2009: Dirk Luckow[8]
- 2010–2025: Anette Hüsch[9][10]